# 都市下層
都市下層（としかそう）とは東京などの全体的な生活水準の高い大都市に在住している貧困層。
現代は格差の拡大と共に都市下層そのものの拡大も著しい。
また、景気の悪化から、旧来ならば一定水準の平均的な生活を送れていたはずが勤務先の倒産やリストラなどにより都市下層に転落する者も少なくない。

## 関連書籍
- 『都市下層の生活構造と移動ネットワーク―ジャカルタ、東京、大阪、サン・クリストバルのフィールドワークによる実証』 ISBN 4750325422
- 『現代日本の都市下層―寄せ場と野宿者と外国人労働者』 ISBN 4750313475
- 『隠蔽された外部―都市下層のエスノグラフィー』 ISBN 4882023563
- 『日本の都市下層』 ISBN 432660042X